# Соковнин, Борис Сергеевич
Борис Сергеевич Соковнин (Саковнин) (1780—1849) — генерал-майор, действительный статский советник, орловский гражданский губернатор (1817—1821).

## Биография
Борис Соковнин родился в семье отставного секунд-майора, орловского помещика Сергея Александровича Соковнина. В 11-летнем возрасте, 24 августа 1791 г., был записан вахмистром в лейб-гвардии Конный полк. Однако сразу же отправлен домой «в отпуск для окончания наук». Дома провел более пяти лет, изучал французский, арифметику, историю и географию. Вернулся в полк для прохождения действительной службы 24 апреля 1797 г.
2 октября 1799 получил чин корнета. В составе своего полка участвовал в кампаниях против французов 1805 и 1807, отличился в сражениях при Аустерлице, под Гейльсбергом и Фридландом, награждён орденом Св. Владимира 4-й ст. с бантом.
7 ноября 1807 произведён в полковники.
12.10.1811 назначен командиром формировавшегося Новгородского кирасирского полка.
В начале кампании 1812 прошёл с полком от города Пирятин Полтавской губернии до Горецкого уезда Могилёвской губернии, где соединился со 2-й Западной армией. В Бородинском сражении при одной из атак на неприятельскую пехоту ранен пулей в голову и лишился правой ноги. Подобран французами на поле боя. Из списка полка выключен без вести пропавшим, 26.10.1812 под Дорогобужем отбит из плена рос. войсками. 2 февраля 1813 награждён за Бородино чином генерал-майора и орденом Св. Георгия 4-го класса.
С 4.1.1816 комендант Казани и шеф Казанского гарнизонного полка.
С 11.10.1817 назначен орловский гражданским губернатором с чином действительный статский советник. По его личному распоряжению разбит и открыт был в 1819 году городской бульвар.
13.2.1821 снят с должности губернатора, снова переименован в генерал-майоры и определён состоять по кавалерии.
13.3.1836 уволен в отставку с мундиром и пенсионом полного жалованья. Проживал в городе Карачев Орловской губ. Скончался в 1849 в своём имении в Болховском уезде.
Награждён также орденом Святой Анны 1-й степени и знаком отличия «За XV лет беспорочной службы».

## Семья
Жена — Клавдия Ивановна урожд. Огранович, их дети: Иван, Дмитрий, Николай, Александр.
На момент женитьбы Борису было 32 года, а Клавдии 12.